# Wehrerziehung
Wehrerziehung war ein Teil der Erziehung in der Erziehung im Nationalsozialismus,  in realsozialistischen Staaten und darüber hinaus. 

## Wehrerziehung im Nationalsozialismus
Zur Wehrerziehung im NS-Staat gehörte als erstes der Schulsport. Im Jahr 1935 wurde eine dritte Sportstunde eingeführt, mit neuen Richtlinien erhöhte sich die Stundenzahl auf fünf Stunden. Kämpferischen Leistungen wurde mehr Zeit geschenkt: vor allem im Boxen und Fußball. 1934 wurden das Schießen mit Kleinkaliber-Gewehren, Geländeübungen sowie militärische Spiele eingeführt. Schieß-Übungen, Märsche und Geländespiele, bei denen das Anschleichen, Beobachten, Orientieren, Spurenlesen, der Umgang mit Karte und Kompass, das Schätzen von Entfernungen sowie Tarnen und Melden zu üben war, bildeten die Hauptaufgabe der Hitlerjugend. HJ-Sondereinheiten waren die Marine-HJ, Flieger-HJ, Motor-HJ, Reiter-HJ und Nachrichten-HJ. Eine direkte Kriegsvorbereitung bestand in Luftschutzübungen, die bereits im Herbst 1933 eingeführt wurden. Sie dienten dazu, die Kinder und Jugendlichen an den Gedanken eines tatsächlichen Krieges heranzuführen. Wie die Rassenideologie wurde die „wehrgeistige Erziehung“ zu einem fächerübergreifenden Unterrichtsprinzip in der Schule und zu einer zentralen Sozialisationsaufgabe der HJ. Die Schüler sollten körperlich auf den Wehrdienst bzw. auf den Kriegseinsatz vorbereitet sein, über grundlegende militärische Kenntnisse verfügen, ferner positiv zum Militär, zum Soldatentum, zur Wehrstärke und damit zum Krieg eingestellt sein.
Ab 1939 wurde die militärische Ausbildung auf immer frühere Zeitpunkte vorverlegt. Statt zivile Sammel- und Ernteeinsätze leisteten HJ und BDM-Mädchen zunehmend Kriegshilfsdienste: Mädchen im Luftschutz, als Schwestern und Pflegerinnen oder in der Kriegsproduktion, Jungen als Flak-, Luftwaffen- oder Marine-Helfer, bei Schanzarbeiten. Die Altersgrenze für die Wehrpflicht sank zunächst auf 18, dann auf 17 Jahre; mit dem „Volkssturm“ ab September 1944 wurden bereits 15- und 16-Jährige nach einer kurzen Ausbildung an die Front geschickt.

## Wehrerziehung in der DDR

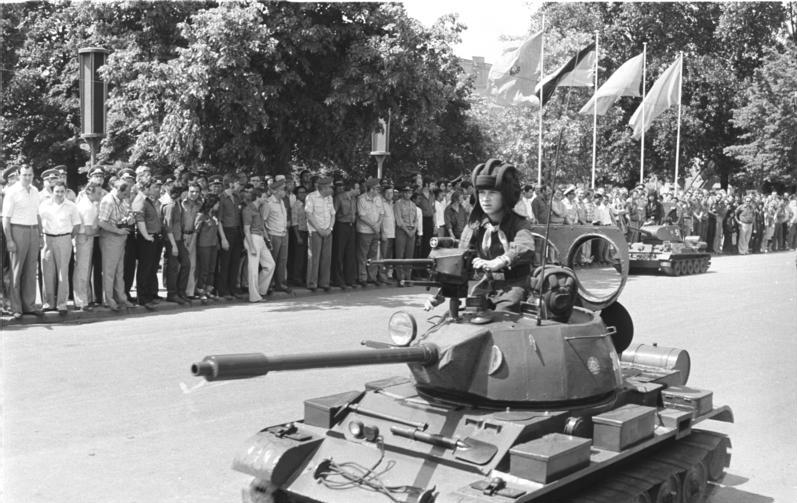
Vorführungen der Pionierpanzerbrigade der Station „Junger Touristen“ aus Bad Schmiedeberg. Berlin 1979

In der Deutschen Demokratischen Republik begann die Wehrerziehung im Kindesalter. Sie fand in Form von Truppenbesuchen von Kindergärten oder Präsenz der Nationalen Volksarmee (NVA) auf Pressefesten und ähnlichen Veranstaltungen statt. In unteren Klassenstufen, Pionierlagern und Ferienlagern wurden Geländespiele und Pioniermanöver durchgeführt. Grundformen militärischer Ordnungsformen wurden im Sportunterricht vermittelt. So gehörte das Werfen von Handgranatenimitaten zum normalen Sportunterricht.
Seit dem Schuljahr 1978/79 war der Wehrunterricht in der 9. und 10. Klasse Pflichtfach. Teil des Faches war am Ende des 9. Schuljahres ein zweiwöchiges Lager. Jungen wurden meist ins Wehrlager geschickt, während Mädchen an der Schule in Zivilverteidigung (ZV) ausgebildet wurden. Die Einführung des obligatorischen Faches wurde von der NVA und der Gesellschaft für Sport und Technik (GST) unterstützt. In den Klassen 11 und 12 der Erweiterten Oberschule wurde die vormilitärische Ausbildung kontinuierlich fortgesetzt. Nach der 11. Klasse beziehungsweise auch nach dem 1. Lehrjahr in der Berufsausbildung gab es wieder ein GST- oder ZV-Lager. Teilweise wurden Schulabgänger auch in der Lehre, beim Studium und im FDGB in wehrerzieherische Programme integriert. Eine Ablehnung konnte zu Karriereproblemen führen. Allerdings muss man auch beachten, dass es viele Formen des stillen Protestes gegen wehrerzieherische Maßnahmen gab.
Die Wehrerziehung in der DDR diente dem Zweck der Erziehung zur sozialistischen Persönlichkeit. Sie wurde offiziell beschrieben als

„[...] ein wichtiger (organisierter) Bestandteil der (einheitlichen) sozialistischen Bildung und Erziehung. Sie umfaßt die Gesamtheit aller Maßnahmen zur ideologischen, charakterlichen und physischen Formung der Bürger unseres Staates im Hinblick auf die umfassende Verteidigung der DDR. (Sie [...] umfaßt neben der sozialistischen Bewußtseinsbildung die vormilitärische und militärische Ausbildung in speziellen Organisationen und den bewaffneten Organen.) Ziel der sozialistischen Wehrerziehung ist es, durch Erläuterungen unserer Militärpolitik die uneingeschränkte Bereitschaft aller Bürger zur Verteidigung unserer sozialistischen Errungenschaften zu erreichen.“

## Wehrerziehung in der Bundesrepublik
Eine Zusammenarbeit zwischen der Bundeswehr und Bildungseinrichtungen in der Bundesrepublik besteht hauptsächlich durch die Jugendoffiziere der Bundeswehr, die in Schulen über die bundesdeutsche Sicherheitspolitik informieren und eine Brücke zwischen Gesellschaft und Bundeswehr bilden sollen. Die ersten 17 Jugendoffiziere traten 1958 ihren Dienst an, um von der Wiederbewaffnung und dem NATO-Beitritt zu überzeugen und um Nachwuchs zu werben. Als die Kriegsdienstverweigerer in den 1960er und 1970er Jahren zunahmen, sollten sicherheitspolitische Inhalte stärker in den Schulunterricht gelangen. Diskussionen in der Kultusministerkonferenz (KMK) fanden statt, doch ohne gemeinsames Ergebnis. Einige Länder verabschiedeten eigene Wehrkundeerlasse, um die Auftritte der Jugendoffiziere im Unterricht zu regeln und die Ziele einer Wehrkunde in der Schule zu formulieren. Seit 2008 gibt es in der Hälfte der Bundesländer auf Initiative des Bundesverteidigungsministeriums Kooperationsvereinbarungen zwischen den Kultusministerien und der Bundeswehr. Die Anzahl der Jugendoffiziere hat mit 94 den höchsten Stand erreicht. Heute geht es um die politische Legitimation der militärischen Einsätze, zumal nach der Umwandlung von einer Verteidigungs- in eine Interventionsarmee. Umstritten ist die obligatorische Teilnahme an den Schulveranstaltungen der Jugendoffiziere.

## Wehrerziehung in Israel
In Israel existiert bis heute ein Wehrerziehungs-Programm, durch das 13- bis 18-jährige israelische und auch ausländische Jugendliche auf den Militärdienst in den israelischen Streitkräften (IDF) vorbereitet werden sollen. Das Programm und die durchführende Organisation tragen den Namen Gadna (Hebräisch: גדנ״ע; eine Abkürzung für Gedudei No'ar), was Jugendkorps oder auch Jugendbataillone bedeutet. Gadna ist seit 1948 die Nachfolgeorganisation der 1939 gegründeten Ḥagam (Hinnukh Gufani Murḥav; Erweitertes körperliches Training), einer Unterorganisation der Hagana. Im Juni 1949 verabschiedete die Knesset ein Gesetz über die Einführung des Militärdienstes für Männer und Frauen ab dem 18. Lebensjahr. In diesem Gesetz wurde auch Gadna als vormilitärischer Dienst für Schüler verankert.